# 146-я танковая бригада (2-го формирования)
 146-я отдельная танковая бригада (2-го формирования) — танковая бригада Красной армии в годы Великой Отечественной войны.
Сокращённое наименование — 146 отбр.

## Формирование и организация
146-я отдельная танковая бригада переформирована на основании Директивы Зам. НКО № 725599сс от 13.10.1941 г. в Горьковском АБТ Центре (в Сормово) на базе 30-го, 29-го и 115-го тп. 15 ноября 1941 г. формирование бригады было закончено. С 18 по 20 ноября 1941 г. бригада по ж.д. передислоцировалась в Москву и сосредоточилась в районе ст. Манихино, Высоково. Бригада английских танков.
22 ноября 1941 г. в 19.00 139-й танковый батальон из состава танковой бригады был направлен в район Солнечногорска в распоряжение командующего 16-й армии.
18 декабря 1941 г. бригада оперативно подчинена 16-й армии в районе г. Истра.
15 января 1942 г. бригада переподчинена 10-й армии. 3 февраля 1942 г. бригада оперативно подчинена 16-й армии проводила доукомплектование.
4 октября 1942 г. бригада в подчинении 10-й армии в районе Маклаки, Труфаново.
23 декабря 1942 г. бригада передислоцировалась в район (25 км севернее Ржев) Кресты, Салькино, Колупаева и 26 декабря 1942 г. поступила в оперативное подчинение 30-й армии. 2 января 1943 г. бригада перешла в район Холм Варишина, Бетино.
Приказом НКО № 58 от 7 февраля 1943 г. преобразована в 29-ю гвардейскую танковую бригаду.

## Боевой и численный состав
Бригада формировалась по штату:
- Управление бригады
- 137-й отд. танковый батальон
- 138-й отд. танковый батальон (первоначально входил без танков, затем переброшен в другое место)
- 139-й отд. танковый батальон (до 22.11.1941)
- 55-й отд. танковый батальон (с 30.11.1941)
- Моторизованный стрелковый батальон
- Зенитный дивизион Разведывательная рота
- Автомобильная рота Ремонтная рота
- Медицинский взвод

В мае 1942 г. на основании Приказа НКО № 0295 от 19.04.1942 г. переведена на штаты №№ 010/345-010/352 от 15.02.1942 г.:
- Управление бригады [штат № 010/345]
- 55-й отд. танковый батальон [штат № 010/346]
- 137-й отд. танковый батальон [штат № 010/346]
- Мотострелково-пулеметный батальон [штат № 010/347]
- Противотанковая батарея [штат № 010/348]
- Зенитная батарея [штат № 010/349]
- Рота управления [штат № 010/350]
- Рота технического обеспечения [штат № 010/351]
- Медико-санитарный взвод [штат № 010/352]

Бригада являлась первой танковой бригада Красной Армии, в составе которой большинство танков были английские (полученные по ленд-лизу) - 67 средних танков Мк-3 "Валентайн" и Мк-2 "Матильда".

## Подчинение
Периоды вхождения в состав Действующей армии:
- с 20.11.1941 по 07.02.1943 года.

| Дата            | Фронт (округ)            | Армия      | Корпус | Дивизия | Бригада | Примечания |
| --------------- | ------------------------ | ---------- | ------ | ------- | ------- | ---------- |
| 01.11.1942 года | Московский военный округ |            |        |         |         |            |
| 01.12.1941 года | Западный фронт           | 16-я армия |        |         |         |            |
| 01.01.1942 года | Западный фронт           | 16-я армия |        |         |         |            |
| 01.02.1942 года | Западный фронт           | 16-я армия |        |         |         |            |
| 01.03.1942 года | Западный фронт           | 16-я армия |        |         |         |            |
| 01.04.1942 года | Западный фронт           | 16-я армия |        |         |         |            |
| 01.05.1942 года | Западный фронт           | 16-я армия |        |         |         |            |
| 01.06.1942 года | Западный фронт           | 16-я армия |        |         |         |            |
| 01.07.1942 года | Западный фронт           | 16-я армия |        |         |         |            |
| 01.08.1942 года | Западный фронт           | 16-я армия |        |         |         |            |
| 01.09.1942 года | Западный фронт           | 16-я армия |        |         |         |            |
| 01.10.1942 года | Западный фронт           | 16-я армия |        |         |         |            |
| 01.11.1942 года | Западный фронт           | 16-я армия |        |         |         |            |
| 01.12.1942 года | Западный фронт           | 16-я армия |        |         |         |            |
| 01.01.1943 года | Западный фронт           | 16-я армия |        |         |         |            |
| 01.02.1943 года | Западный фронт           | 16-я армия |        |         |         |            |

## Командиры

### Командиры бригады
- Сергеев Иван Иванович, подполковник, 12.10.1941 - 26.01.1942 года.[2]
- Токарев Сергей Иванович, подполковник, с 31.07.1942 полковник, 26.01.1942 - 08.08.1942 года.[3]
- Овсянников Александр Васильевич, майор (тяж. ранен),врид, 08.08.1942 года.
- Токарев Сергей Иванович, полковник, 00.09.1942 - 11.01.1943 года.
- Доценко Алексей Иванович, подполковник,ид, 11.01.1943 - 07.02.1943 года.[4]

### Начальники штаба бригады
- Лозин Яков Наумович, майор, 00.10.1941 - 00.12.1941 года.[5]
- Овсянников Александр Васильевич, майор (тяжело ранен), 02.01.1942 - 11.09.1942 года.[6]
- Люсин, майор,  21.10.1942 года.
- Савельев Иван Георгиевич, майор, 21.10.1942 - 00.02.1943 года.[7]

### Заместитель командира бригады по строевой части
- Кравченко Афанасий Устинович, подполковник (10.02.1942 погиб в бою), 00.10.1941 - 10.03.1942 года.
- Юрченко Пётр Фомич , подполковник, 15.12.1941 - 00.05.1942 года.

### Начальник политотдела, заместитель командира по политической части
- Гизатулин Шарифей Шиганович, старший. батальонный комиссар, 06.11.1941 - 19.03.1942 года.
- Лаврухин Василий Тарасович, старший батальонный комиссар, с 06.12.1942 подполковник, 19.03.1942 - 07.02.1943 года.

## Боевой путь

### 1941
19 ноября бригада прибыла в г. Истра Московской области, где вступила в бой против наступающих немецких войск. К исходу 26 ноября немцам удалось переправиться в отдельных местах на восточный берег реки. С утра 27 ноября на левом фланге 16-й армии войска (18-я и 9-я гвардейская стрелковые дивизии, 146-я танковая бригада) вели упорные бои за удержание города Истры совместно с правофланговыми частями 108-й стрелковой дивизии 5-й армии.30 ноября 1941 года 146-я танковая бригада в районе Дедово в течение трех часов вела ожесточенный бой с танками противника. В результате бригада понесла значительные потери в материальной части и в людях.
8 декабря 1941 г., в рамках общего контрнаступления Западного фронта, подразделения 146-й танковой бригады перешли в наступление против немецких войск.
Были освобождены – Дедово, Петровское, Еремеево, Алексино, Сысоево.
11 декабря 146-я танковая бригада и 18-я стрелковая дивизия освободили г. Истру.
Участвовала в прорыве обороны противника на Волоколамском направлении

### 1942
Участвовала в освобождении Сухиничей и других населенных пунктов западнее этого города.С 3 февраля она была оперативно подчинена 16- й армии, затем вела бои на жиздринском направлении.

### 1943
В январе 1943 года передислоцирована под Ржев и вошла в состав 30-й армии.

Участвовала в ликвидации ржевско-вяземского выступа. 